# 惰性电子对效应
惰性電子對效應是在p區元素化合物中最外層s層電子保持非電離或非分享狀態（即不產生鍵合）之傾向。惰性電子對效應與第III,IV,V,VI族元素最大可能氧化态減去二之氧化價穩定性沿族而下上升之趨向有關。「惰性电子对」一名於一九二七年由內維爾·席德維克首先提出。
其原因可以由“相对论性效应”解释。实质是指核电荷数较大的原子，其1s层电子收到核强烈吸引，被迫在很靠近核的附近高速运动，而由于相对论效应，电子的质量增加，进而导致了1s轨道的收缩。而本身s轨道存在穿隧效應， 6s轨道也受到影响而收缩。因此6s层电子出现的反常的惰性。
在第III族中，一價的鉈是穩定的，而三價的鉈則相對活泼而少见。三价铊具有强氧化性，容易被还原为一价铊。一價化合物之穩定性沿族而下而上升。三價化合物之穩定性則沿族而下而下降。沿族而下，第III族元素愈向不易表现出高化合价。
Al+ < Ga+ < In+ < Tl+
Al3+ > Ga3+ > In3+ > Tl3+
在第IV族，第V族，第VI族元素中亦有類似傾向。在第IV族中，二價化合物之穩定性沿族而下而上升。四價化合物之穩定性則沿族而下而下降。
C2+ < Si2+ < Ge2+ < Sn2+ < Pb 2+
C4+ > Si4+ > Ge4+ > Sn4+ > Pb 4+
二氧化铅不穩定，是非常强的氧化剂，能把盐酸氧化成氯气，能把锰离子氧化成高锰酸根离子，而一氧化铅则比二氧化铅稳定。三氯化铊在155摄氏度下分解，而四氯化铅在50摄氏度就分解了。四溴化铅和四碘化铅在常温下根本就不存在。